# Cetotifeno
Cetotifeno (fumarato) é um fármaco anti-histamínico utilizado no tratamento de alergias, como rinites, conjutivites e profilaxia de crises de asma. Tem afinidade para receptores H1 da histamina e inibe também leucotrienos

## Reações adversas

### Como antiasmático
O medicamento pode provocar uma série de reações adversas. Logo no início da administração de cetotifeno pode aparecer quadros raros de boca seca e sedação, que no decorrer do tratamento desaparecem. Além disto, pode provocar estímulo do apetite e aumento de peso. Secreções podem ficar mais densas, aparecimento de febre, dor de garganta, dor no peito, hematomas, hemorragias, debilidade, tontura, enjoos, vômitos e diarreia são outras reações adversas.

### Como colírio
- Queimação nos olhos.[5]
- Alterações oculares como sangramentos.[5]
- Alterações de visão, como visão borrada.[5]